# ادا (اوهایو)
ادا(به انگلیسی: Ada) شهری در ایالت اوهایو کشور ایالات متحده آمریکا است که جمعیت آن در سرشماری سال ۲۰۱۰ میلادی، ۵٬۹۵۲ نفر بوده‌است.